# هفت فاکتور اساسی در رابط کاربری تجارت الکترونیکی
هفت فاکتور اساسی رابط کاربری در تجارت الکترونیکی، مجموعه‌ای از اصول طراحی وب‌سایت‌های تجارت الکترونیکی هستند که در سال ۲۰۰۰، توسط Jeffrey Rayport و Bernard Jaworski در کتابی به نام تجارت الکترونیکی، مطرح گردیده‌اند.

## هفت فاکتور
اصول Rayport و Jawarski که با نام «هفت فاکتور اساسی» شناخته می‌شوند، به شرح زیر است:
- زمینه: قالب و طراحی سایت.
- محتوا: متن‌ها، تصویرها، صداها و ویدئوهایی که در  صفحه وب وجود دارد.
- اجتماع: روش‌ها و امکاناتی که سایت، برای ارتباط کاربران با هم در نظر گرفته‌است.
- سفارشی‌سازی: روش‌ها و امکاناتی که سایت به کاربران مختلف می‌دهد، تا با آن‌ها، سایت را مطابق نیاز و سلیقه خود، شخصی‌سازی یا به عبارت دیگر، سفارشی‌سازی کنند.
- ارتباطات: روش‌ها و امکاناتی که سایت برای ارتباط یک‌سویه با کاربران، یا ارتباط دوسویه با آنها، فراهم کرده‌است.
- اتصالات: چگونگی اتصال سایت به سایت‌های دیگر و تعداد پیوندهای خروجی سایت.
- تجارت: امکانات و قابلیت‌های بالفعل سایت برای برقراری تراکنش‌های تجاری و مالی.

## زمینه
منظور از زمینه سایت، این است که ظاهر سایت چگونه‌است و از دیدن آن، چه احساسی به کاربر دست می‌دهد. زمینه هر سایت را می‌توان بر اساس مدل‌های زیر ارزیابی کرد:
- عملکردی: هنگامی که مهمترین هدف از طراحی یک وب‌سایت، عملکرد و قابلیت‌های عملیاتی آن باشد؛ مثلاً در پرتال‌های جامع.
- زیبایی‌شناختی: هنگامی که مهمترین اولویت در طراحی یک وب‌سایت، ظاهر آن باشد؛ مثلاً در وب‌سایتهای شخصی.
- ترکیبی: هنگامی که در طراحی یک وب‌سایت، علاوه بر ظاهر، عملکرد و قابلیت‌هایی که برای کاربر فراهم می‌کند نیز مورد توجه قرار گیرد. مثلاً در وب‌سایت‌های شرکتی.

## محتوا
ترکیبی از تصاویر، ویدئوها، اصوات، اسناد، پیوندها و فایل‌هایی که برای دانلود بر روی سایت قرار گرفته‌اند و اطلاعاتی درباره محصولات و خدمات سایت ارائه می‌کنند. محتوای موجود در یک سایت می‌تواند ابزاری برای توسعه دانش، انتقال پیام در ارتباطات ارتباطات، تبلیغات و بازاریابی، آموزش و... باشد.
برخی انواع محتوا، ممکن است محدودیت زمانی داشته باشند و فقط برای یک بازه زمانی محدود، پذیرفتنی و مفید باشند؛ مثل اخبار روزانه اقتصادی، آگهی فروش خودرو، آگهی استخدام و نظایر آن. سایت‌هایی که محتوای مفید آنها دارای عمر محدود است، باید به‌طور مرتب و منظم، به‌روز شوند تا مخاطبان و مشتریان خود را حفظ کنند.
گاهی اوقات، واژه محتوا با واژه رسانه از لحاظ معنا و کاربرد، هم‌پوشانی دارد که در این حالت، مفهوم محتوا (رسانه) ایجاد می‌شود.

## اجتماع
این‌که یک سایت، چگونه امکان ارتباط  و تعامل دوسویه کاربران با هم را فراهم می‌کند، از اهمیت بسزایی برخوردار است. کیفیت و کمیت این امکانات در سایت‌های مختلف، متفاوت است:
- ناممکن: سایت‌هایی که امکان ارتباط کاربران با هم را فراهم نمی‌کنند. چه، این امکان، تعامل فرد با فرد باشد و چه، تعامل فرد با گروه.
- محدود: سایت‌هایی که ویژگی‌هایی مثل نوشتن اطلاعات فردی، دیدن اطلاعات فردی دیگران، نظر دادن در پروفایل دیگران و نظایر آن را ارائه می‌دهند.
- فراوان: سایت‌هایی که امکانات تعاملی و اجتماعی بسیاری مثل اتاق‌های گفتگو، انجمن‌های پرسش و پاسخ و امثال آن را به کاربرانشان می‌دهند.

## سفارشی‌سازی
مجموعه امکاناتی که سایت برای کاربران فراهم می:کند تا بتوانند سایت را مطابق میل خود شخصی‌سازی کنند. انواع مختلف اجتماعاتی که سایت در دسته‌بندی‌های مختلف به کاربران پیشنهاد می‌کند، از مضامین سفارشی‌سازی هستند. مثلاً اینکه کاربر بتواند تصویر سرصفحه پروفایل خود را تغییر دهد یا رنگ قالب وب‌سایت یا فونت‌های آن را سفارشی‌سازی کند.

## ارتباطات
در این‌جا منظور از ارتباطات، ارتباط میان سایت با کاربر است. شیوه‌های مختلفی که این ارتباط را امکان‌پذیر می‌کنند، عبارتند از:
- انتشار گسترده: شیوه‌ای که در آن، سایت پیامی یکسان را برای تعداد زیادی از کاربران ارسال می‌کند. این‌کار معمولاً در پرتال‌های خبری و اطلاع‌رسانی، توسط خوراک آر اس اس، خبرنامه‌ها، پیام‌های هشدار، پیامک، ایمیل‌های گروهی و... انجام می‌شود.
- تعاملی: ارتباطی فراتر از انتشار یک‌سویه اطلاعات از سوی سایت به کاربر. ارتباطی شامل پاسخ‌های کاربر به دیالوگ‌ها، نظرسنجی‌ها و فرم‌های دریافت اطلاعات سایت. ارتباطی که در آن، کاربر نیز همانند سایت بتواند اطلاعات ارسال کند و فقط، دریافت‌کننده اطلاعات نباشد.
- ترکیبی: مجموعه‌ای متشکل از هر دو نوع ارتباط ذکر شده در بندهای قبل. مثلاً یک سایت خبری که اخبار را منتشر می‌کند و کاربر نیز می‌تواند نظر خود در مورد اخبار را در سایت بنویسد.

## اتصالات
به این معنا که سایت، چگونه به سایت‌های دیگر متصل می‌شود. محتوای سایت را می‌توان به سایت‌های دیگر پیوند داد. برای این کار، می‌توان محتوای سایت مقصد را بر روی سایت فعلی قرار داد یا در سایت حاضر، یک مسیر خروجی به محتوای مدنظر که در سایت مقصد وجود دارد، ایجاد کرد.

## تجارت
مجموعه امکانات موجود در یک سایت که امکان خرید آنلاین یا تجارت الکترونیکی را برای کاربر فراهم می‌کنند. معمولاً وب‌سایت‌های تجارت الکترونیکی، فرایندی برای ثبت‌نام کاربران و روال‌هایی برای دریافت اطلاعات شخصی، اطلاعات تماس، تجربیات و نظرات کاربر درباره محصولات و خدمات، افزودن اقلام به سبد خرید، ویژگی‌های امنیتی، درگاه‌های پرداخت، امکان شناسایی فرد و حساب بانکی او، امکانات حمل‌ونقل و ارسال کالا، امکانات پیگیری سفارش و... را دارند.

## شایستگی و تقویت
چگونگی طراحی و چینش عناصر رابط کاربری هر وب‌سایت به استراتژی و اهداف مالکان آن ارتباط دارد. موفقیت وب‌سایت نیز علاوه بر پیاده‌سازی صحیح هرکدام از ۷ فاکتور ذکر شده، به جامعیت و یکپارچگی این فاکتورها در کنار هم بستگی دارد. با این شیوه، مدل درآمدی کسب‌وکار، محقق می‌شود. این اتفاق را «شایستگی و تقویت» می‌نامند.
- شایستگی: این‌که هرکدام از فاکتورها، به تنهایی، مدل درآمدی کسب‌وکار را خوب پشتیبانی کنند.
- تقویت: این‌که هفت فاکتور در کنار هم به خوبی کار کنند.

که در این‌صورت، هم‌افزایی ایجاد شده و منجر به استحکام، ثبات و موفقیت کسب‌وکار خواهد شد.